# Bianco
Bianco é uma comuna italiana da região da Calábria, província de Reggio Calabria, com cerca de 4.019 habitantes. Estende-se por uma área de 31 km², tendo uma densidade populacional de 130 hab/km². Faz fronteira com Africo, Bovalino, Caraffa del Bianco, Casignana, Ferruzzano, Samo, Sant'Agata del Bianco.

## Demografia
| Variação demográfica do município entre 1861 e 2011                               |
|                                                                                   |
| Fonte: Istituto Nazionale di Statistica (ISTAT) - Elaboração gráfica da Wikipedia |